# Resolutie 25 Veiligheidsraad Verenigde Naties
Resolutie 25 van de Veiligheidsraad van de Verenigde Naties werd op 23 mei 1947 aangenomen door de VN-Veiligheidsraad met een uitslag van tien tegen nul. Bij de stemmen koos Australië voor de onthouding.

## Achtergrond
Kandidaat-lidstaten van de Verenigde Naties moesten door de VN-Veiligheidsraad aanbevolen worden alvorens de Algemene Vergadering van de Verenigde Naties hen zou toelaten.

## Inhoud
De Veiligheidsraad besloot de kandidatuur van Italië door te verwijzen naar het Comité voor de Toelating van Nieuwe Leden voor bestudering en rapportering aan de Veiligheidsraad.

## Verwante resoluties
- Resolutie 24 Veiligheidsraad Verenigde Naties kwam tot dezelfde beslissing voor Hongarije.

Lijst ·  16 ·  17 ·  18 ·  19 ·  20 ·  21 ·  22 ·  23 ·  24 ·  25 ·  26 ·  27 ·  28 ·  29 ·  30 ·  31 ·  32 ·  33 ·  34 ·  35 ·  36 ·  37